# Comme un seul homme (film, 2019)
Pour plus de détails, voir Fiche technique et Distribution.
Comme un seul homme est un film documentaire sorti en 2019 et réalisé par Éric Bellion, un navigateur français.

## Synopsis
Le réalisateur se filme lui-même alors qu'il participe pour la première fois au Vendée Globe, le tour du monde à la voile en solitaire, sans assistance et sans escale. Son expérience a duré 99 jours en 2016-2017 et a été très éprouvante pour le navigateur. On le retrouve face à lui-même et face aux éléments dans ce documentaire immersif.

## Fiche technique
- Réalisateur : Éric Bellion
- Durée : 82 minutes
- Sortie :  France 13 février 2019

## Contexte du documentaire
Pour Éric Bellion, une participation au Vendée Globe en 2016 est un rêve et un défi car il n'a alors pas une très grande expérience de la navigation en solitaire : « J’ai jamais eu aussi peur de ma vie, j’ai jamais autant souffert de ma vie, j’ai jamais pris autant de plaisir de ma vie ». Il se classe 9e et 1er bizuth de la course à bord du 60 pieds IMOCA Comme un seul homme en 99 j 4 h 56 min 20 s.